# Condado del Real
El condado del Real es un título nobiliario español creado el 12 de mayo de 1599 por el rey Felipe III a favor de Luis Pérez Zapata de Calatayud y Serra de Pallás, caballero de la Orden de Santiago, señor de Pedralba y de Beniatjar y virrey de Cerdeña.
Este título se creó originalmente con la denominación de "conde de Raal", sustituido posteriormente por la denominación de "conde del Real".
La reina Isabel II le concedió la grandeza de España el 3 de marzo de 1859 al noveno conde José Azlor de Aragón y Fernández de Córdoba, (llamado Zapata de Calatayud), senador del reino.
Su denominación hace referencia al municipio valenciano de Real (desde 2009, antes Real de Montroi).

## Condes del Real

Escudo del municipio de Real, provincia de Valencia

|                         | Titular                                                    | Periodo                 |
| Creación por Felipe III | Creación por Felipe III                                    | Creación por Felipe III |
| ----------------------- | ---------------------------------------------------------- | ----------------------- |
| I                       | Luis Pérez Zapata Calatayud y Serra de Pallás              | 1599-1625               |
| II                      | Isabel Zapata de Calatayud y Bou                           | 1625-1643               |
| III                     | Ximén Pérez de Calatayud y Calatayud                       | 1643-1674               |
| IV                      | Ximén Pérez de Calatayud                                   | 1674-1682               |
| V                       | Ximen Pérez Zapata de Calatayud                            | 1682-1743               |
| VI                      | Francisco Antonio Fernández de Híjar y Zapata de Calatayud | 1743-1754               |
| VII                     | María Agustina Pérez de Zapata de Calatayud                | 1754-1784               |
| VIII                    | Juan Pablo de Azlor y Zapata de Calatayud                  | 1784-1790               |
| IX                      | Víctor Amadeo de Azlor de Aragón y Pignatelli              | 1790-1792               |
| X                       | José Antonio de Azlor de Aragón y Pignatelli               | 1792-1852               |
| XI                      | José Antonio de Azlor de Aragón y Fernández de Córdoba     | 1855-1893               |
| XII                     | Francisco Javier de Azlor de Aragón y Hurtado de Zaldívar  | 1900-1957               |
| XIII                    | José Antonio Azlor de Aragón y Hurtado de Zaldívar         | 1957-1960               |
| XIV                     | María del Pilar Azlor de Aragón y Guillamas                | 1962-1982               |
| XV                      | Luis Urzáiz y Azlor de Aragón                              | 1982-actual titular     |

## Historia de los condes del Real
- Luis Pérez de Calatayud y Serra de Pallás (antes Pedro Sánchez de Calatayud) (1562-15 de mayo de 1625), I conde del Real,[2] conde de Quirra en Cerdeña,[3] XIV señor de Real, Monserrat, Pedralba, Bugarra, Beniatjar, Ráfol de Salem, Salem y castillo de Carbonera.[4]

Casó con Marina Bou y Catalá de Valeriola, señora de la baronía de Millares y su castillo, y del Valle de Alcalá, hija de Le sucedió su hija:
- Isabel Zapata de Calatayud y Bou (m. 2 de febrero de 1643), II condesa del Real.[5]

Casó, en 1602, con Luis de Calatayud y Toledo (m. 31 de enero de 1628), IX señor del Provencio y Catarroja. Le sucedió su hijo:
- Ximén Pérez de Calatayud y Calatayud (m. 1674), III conde del Real[5] y II conde de Villamonte.

Casó en primeras nupcias, en 1621. Casó con Ana María Matheu y Boil (m. 1644). Contrajo un segundo matrimonio con Francisca Fernández de Híjar. Casó en terceras nupcias, en Madrid (Santos Justo y Pastor) el 25 de diciembre de 1657, con Agustina Enríquez de Villalobos. Le sucedió, de su primer matrimonio, su hijo:
- Ximen Pérez de Calatayud (m. 1682), IV conde del Real,[5] III conde de Villamonte.

Casó en primeras nupcias con Francisca Ladrón de Pallás y Velasco. En segundas nupcias casó con Teresa de Palafox. Contrajo un tercer matrimonio en 1670, con Inés María de Chaves y Mendoza. Le sucedió, de su tercer matrimonio, su hijo:
- Ximen Pérez Zapata de Calatayud (Valencia, ¿?-18 de diciembre de 1743), V conde del Real,[5] IV conde de Villamonte, V conde de Sinarcas, vizconde de Chelva.

Casó en Madrid (San Ginés) el 15 de agosto de 1699 con Francisca Fernández de Híjar (m. 1704), hija de Pedro Luis Fernández de Híjar, IX duque de Lécera y XIV conde de Belchite, y de Cecilia de Navarro Rocafull y Toralto de Aragón (m. 1691). Casó en segundas nupcias, el 11 de julio de 1712, con Inés María Ferrer de Próxita y Calatayud, su sobrina. Le sucedió, de su primer matrimonio:
- Francisco Antonio Fernández de Híjar y Zapata de Calatayud (m. 27 de mayo de 1754), VI conde del Real,[5] XI duque de Lécera, XVI conde de Belchite, IV marqués de Cábrega, IV duque de la Palata, IV príncipe de Massalubrense, VII conde de Sinarcas, XV vizconde de Chelva, XV vizconde de Villanova y caballero de la Orden de Montesa.[9]

Contrajo un primer matrimonio, en 21 de noviembre de 1735, con Joaquina Fernández de Heredia y Eguaras. Casó en segundas nupcias, en 6 de enero de 1753, Joaquina Fernández de Heredia y Calatayud, VI marquesa de Bárboles. Sin descendientes. Le sucedió su hermana:
- María Agustina Zapata de Calatayud (m. 21 de mayo de 1784), VII condesa del Real,[5] V marquesa de Cábrega, V duquesa de Palata, V princesa de Massalubrense, VIII condesa de Sinarcas, VI vizcondesa de Chelva y XVI vizcondesa de Villanova.[9]

Casó con Jaime Miguel de Guzmán y Spínola, VI conde de Pezuela de las Tollres y II marqués de la Mina.  Sin descendencia, le sucedió su sobrino, hijo de su hermana Inés Zapata de Calatayud y Fernández de Híjar que había casado con Juan José de Azlor y Urríes, III conde de Guara:
- Juan Pablo Azlor de Aragón (antes Juan Pablo de Azlor y Zapata de Calatayud), (Pedrola, 1730-Madrid, 18 de septiembre de 1790), VIII conde del Real,[5] XI duque de Villahermosa,[10] VI duque de Palata, VI príncipe de Massalubrense, VIII conde de Luna, VI marqués de Cábrega, IV conde de Guara,  IX conde de Sinarcas, XVII vizconde de Chelva y XVII vizconde de Villanova.[11]

Casó, el 1 de junio de 1769, con María Manuela Pignatelli de Aragón y Gonzaga, hija de Joaquín Atanasio Pignatelli de Aragón, V marqués de Mora, V marqués de Coscojuela de Fantova, XVI conde de Fuentes, VIII conde de Castillo de Centellas, y de María Luisa Gonzaga y Caracciolo, II duquesa de Solferino. Le sucedió su hijo:
- Víctor Amadeo de Azlor de Aragón y Pignatelli (Turín, 1779-23 de enero de 1792),[12] IX conde del Real,[5] XII duque de Villahermosa,[10] VII duque de la Palata, VII príncipe de Massalubrense, IX conde de Luna, VII marqués de Cábrega, V conde de Guara, X conde de Sinarcas y vizconde de Chelva. Sin descendientes, le sucedió su hermano:

- José Antonio de Azlor de Aragón y Pignatelli de Aragón (21 de octubre de 1785-2 de mayo de 1852),[12] X conde del Real,[5] XIII duque de Villahermosa,[10] VIII duque de la Palata, VIII marqués de Cábrega, X conde de Luna, VI conde de Guara, X conde de Sinarcas, XVIII vizconde de Chelva, XVIII vizconde de Villanova,[12] VII príncipe de Massalubrense, I conde de Moita, en Portugal, diplomático, maestrante de Zaragoza y caballero de la Orden del Toisón de Oro.

Casó, el 14 de septiembre de 1814, con María del Carmen Fernández de Córdoba y Pacheco,  hija de Manuel Antonio Fernández de Córdoba y Pimentel, X marqués de Povar, IX marqués de Malpica, VIII marqués de Mancera, VIII conde de Gondomar y VII marqués de Montalbo, y de María del Carmen Pacheco y Téllez-Girón, V duquesa de Arión. Le sucedió su hijo:
- José Antonio de Azlor de Aragón y Fernández de Córdoba (Madrid, 10 de junio de 1816-Madrid, 20 de diciembre de 1893), XI conde del Real,[5] senador y maestrante de Zaragoza.[12]

Casó, en primeras nupcias, el 22 de marzo de 1841, con María de la Concepción de Idiáquez de Corral y Carvajal XVI vizcondesa de Zolina. Casó en segundas nupcias, el 7 de agosto de 1857, con María de las Maravillas González de Castejón y Gómez de la Serna, I marquesa de Berna. Le sucedió su nieto:
- Francisco Javier de Azlor de Aragón y Hurtado de Zaldívar (1876-1957), XII conde del Real.[13] Le sucedió su hermano:

- José Antonio Azlor de Aragón y Hurtado de Zaldívar (Biarritz, 14 de enero de 1873-San Sebastián, 18 de julio de 1960),[14] XIII conde del Real,[5] XVII duque de Villahermosa,[10] VII duque de Granada de Ega, II duque de Luna, XIII marqués de Cortes, X marqués de Cábrega,  VIII marqués de Valdetorres, XIV conde de Luna, X conde de Javier, X conde de Guara, XVIII vizconde de Zolina, XVIII vizconde de Muruzábal y marqués de Narros, gentilhombre grande de España con ejercicio y servidumbre del rey Alfonso XIII y senador.[14]

Casó, en 1906, con María Isabel Guillamas y Caro (1887-1967) XI marquesa de San Felices, VII condesa de Mollina y XI condesa de Villalcázar de Sirga. Le sucedió su hija:
- María del Pilar Azlor de Aragón y Guillamas (San Sebastián, 1 de octubre de 1908-Javier, 7 de agosto de 1996), XIV condesa del Real,[5] XVIII duquesa de Villahermosa,[10] III duquesa de Luna, IX duquesa de la Palata, XIV marquesa de Cortes, XI marquesa de Cábrega, IX marquesa de Valdetorres, XV condesa de Luna, XI condesa de Javier, XI condesa de Guara, XIX vizcondesa de Muruzábal y XIX vizcondesa de Zolina.[15]

Casó con Mariano de Urzáiz Silva Salazar y Carvajal, XII conde del Puerto. Le sucedió su hijo:
- Luis Urzáiz y Azlor de Aragón (n. 15 de septiembre de 1943), XV conde del Real.[5]